# SimCity (videojuego)
SimCity es un videojuego de construcción de ciudades creado por Will Wright en 1989 y desarrollado por el estudio Maxis cuya finalidad, en un principio, fue el control del tráfico de una ciudad. Pero en la práctica, se usó para simular la construcción y desarrollo de una ciudad con un amplio sentido del urbanismo.
El desarrollo de SimCity no acabó en su primera versión, sino que los creadores han ido desarrollando nuevas versiones del videojuego, dando lugar a toda una serie de videojuegos de temática similar.

## Expansiones
El juego original de 1989 cuenta con las siguientes expansiones:
- SimCity Terrain Editor: Esta utilidad permitía a los usuarios crear mapas y usarlos después en el juego. Incluía botones de tierra, agua, bosque, rellenar, borrar y suavizar. Esta expansión no está disponible en las versiones de consola. En su lugar, se incluye un generador aleatorio de 999 mapas, en el que se puede elegir cualquier mapa al azar o elegir uno de los 999, como ocurre en la edición de Super Nintendo y NES. En las versiones de sobremesa, también se incluye la posibilidad de generar un mapa al azar, pero no se puede elegir entre varios, como en la versión de PC. La versión de Amiga, ofrece esa posibilidad, pero no se puede elegir semilla de 0-999.  Fue la expansión más portada, teniendo incluso puerto en Sharp X68000.
- SimCity Graphics Set 1: Ancient Cities (Alternate Architecture 1): Esta expansión implementa tres gráficos de ciudades de épocas históricas distintas: Antigua Asia, Ciudad Medieval y Salvaje Oeste. También modifican los iconos del juego, por ejemplo volviendo los iconos de carreteras en caminos, entre otros. Todos los nombres de las construcciones también se reemplazan. Ocurre igual con los desastres naturales cambiando el monstruo por el dragón. El sistema de electricidad se cambia por el de agua, y numerosos gráficos como barcos, aviones o trenes se transforman en barcas, globos aerostáticos o carruajes. Son accesibles desde el juego en cualquier momento a diferencia del Terrain Editor. Esta expansión fue lanzada únicamente para Amiga, DOS y MacIntosh.
- SimCity Graphics Set 2: Future Cities (Alternate Architecture 2): Esta expansión es idéntica al volumen 1 a diferencia de que los gráficos nuevos consisten en: Futura EE. UU., Futura Europa y Colonia Lunar. Implementando las dos expansiones, el jugador dispone de siete tipos de diferentes ciudades para cambiar en cualquier momento.
- SimCity Future & Ancients Graphics: Esta edición incorporaba las dos expansiones. Ya formaba parte de la serie Classic y no la original.
- SimCity & Populous: Era un pack recopilatorio de dos juegos de estrategia de 1989.

- SimCity Deluxe Edition: Esta edición de lujo reúne el juego original más las tres expansiones. Fue lanzada en 1993 y es la versión 2.0 del SimCity Original. También implementó nuevas tarjetas gráficas admitidas de 256 colores y soporte Roland MT-32. Este juego además incluía la función terrain editor como otro modo más en la sección ventanas.

Otras versiones del juego:
- SimCity Classic: Esta es la versión conocida después de la original. Esta versión tiene una portada distinta y a menudo forma parte de series como Maxis Classics o CD-ROM Classics. Esta versión se ha lanzado para Windows 3.1 y Windows 95. Puede tener formato CD-ROM o disquete.
- SimCity Enhanced Edition: Esta edición formaba parte de una re-conversión de juegos clásicos en CD-ROM con gráficos, música y cinemáticas mejoradas, en un intento de una creación de una nueva línea de la que también formaban otros juegos como: SimAnt o Castles II. Esta edición incluía una película de introducción, cinemáticas de eventos como desastres, atascos o momentos de la vida cotidiana, cinemáticas de los asesores, nuevos efectos de sonido, gráficos mejorados...

## Historia
SimCity fue originalmente desarrollado por el diseñador de videojuegos Will Wright. La inspiración para SimCity provino de una característica del juego Raid on Bungeling Bay que permitía a Wright crear sus propios mapas durante el desarrollo. Pronto Wright disfruto el crear más mapas que el jugar el propio juego, entonces SimCity nació.
Adicionalmente, Wright se inspiró con la lectura de "The Seventh Sally", una historia corta por Stanislaw Lem, en donde un ingeniero se encuentra con un tirano depuesto, y crean una ciudad en miniatura con ciudadanos artificiales para que el tirano los pueda tener oprimidos.
La primera versión del juego fue desarrollado para el Commodore 64 en 1985, pero no fue publicado sino hasta cuatro años después. El título original fue Micropolis. En el juego se presentaba un paradigma inusual en los videojuegos, en el cual no se podía ganar ni tampoco perder; como resultado los distribuidores del juego no creían que fuera posible publicitar y vender el videojuego de forma exitosa. Brøderbund declino a distribuir el título cuando Wright se lo propuso, entonces buscó a otros distribuidores sin éxito. Finalmente, Jeff Braun fundador de la entonces pequeña compañía llamada Maxis aceptó en publicar SimCity como uno de sus dos juegos iniciales.
Wright y Braun regresaron a Brøderbund para formalizar los derechos del videojuego en 1988, cuando SimCity estaba por ser completado. Los ejecutivos de Brøderbund Gary Carlston y Don Daglow vieron que el título era contagioso y divertido, y firmaron un acuerdo con Maxis para distribuir el juego. Con ello, cuatro años después de su desarrollo inicial, SimCity fue lanzado para la Amiga y Macintosh, seguido por su versión en DOS para IBM PC y Commodore 64 en 1989.
El 10 de enero de 2008 el código fuente de SimCity fue relanzado bajo la denominación de software libre licencia GPL 3. El relanzamiento del código fuente se encuentra relacionado con la donación del software de SimCity al programa benéfico de One Laptop Per Child, como uno de los principios de OLPC es el uso de software libre y de código abierto. La versión abierta fue llamada Micropolis (el nombre inicial para SimCity) ya que EA tiene los derechos de la marca Simcity. La versión distribuida en las laptops de programa OLPC todavía fueron llamadas SimCity, pero tienen que ser probadas por el aseguramiento de calidad de EA antes de que cada distribución pueda utilizar ese nombre. El código fuente de Micropolis ha sido traducido a C++, integrado con Python y con interfaz tanto de GTK+ como OpenLaszlo.
En 2018 se encontró una tarea versión del juego para NES que no llegó a comercializarse. Fue obra del autor de su port para Super Nintendo, y se encontró tras considerarse perdida durante muchos años.

## Legado
SimCity definió un género que más tarde se conocería como videojuegos de simulación e inspirando a una cantidad de juegos tales como Sid Meier’s Railroad Tycoon y Civilization siguiéndole juegos como SimEarth, SimFarm, SimTown, Streets of SimCity, SimCopter, SimAnt, SimLife, SimIsle, SimTower, SimPark, SimSafari, y The Sims.